# 嘉美雞
嘉美雞是由香港大學嘉道理農業研究所開發的雞種，在香港政府創新科技基金的資助下，於香港培育、生產。雞嘴下有「鬍鬚」，其嘴和腳比一般雞隻小，胸口呈尖型，重量約兩斤半。

## 特質
香港大學嘉道理農業研究所所長陳鑛安教授於1996年搜羅10多種近乎絕種的華南雞種，從中選出優良品種雜交而成「嘉美雞」。
於1999年推出市場，香港家禽（嘉美雞）發展有限公司於2003年取得生產代理權。
嘉美雞是透過傳統農業的配種和篩選方式，以自然繁殖配種方法生產，並以基本飼料飼養。經過4年研究，嘉美雞有以下特點：
- 嘉美雞的年蛋產量為280至300個。
- 煮熟後的嘉美雞肉肉質似文昌雞，肉質較緊緻爽脆，雞味濃。雖然較文昌雞略肥一點，但仍然算是少脂肪的雞種，不像三黃雞般肥美。
- 嘉美雞的抗病力較強，其中包括禽流感。

## 發展
即使嘉美雞發展成本高，也可以合理價錢推出市場，現時嘉美雞的產量日達3000至4000隻。現時由多個特約經銷商經營香港境內。